# Ernst Wiechert
Ernst Wiechert (ur. 18 maja 1887 w Piersławku/Kleinort, zm. 24 sierpnia 1950 w Uerikon w Szwajcarii) – pisarz niemiecki, który znaczącą część swojej twórczości poświęcił Mazurom.

## Życiorys

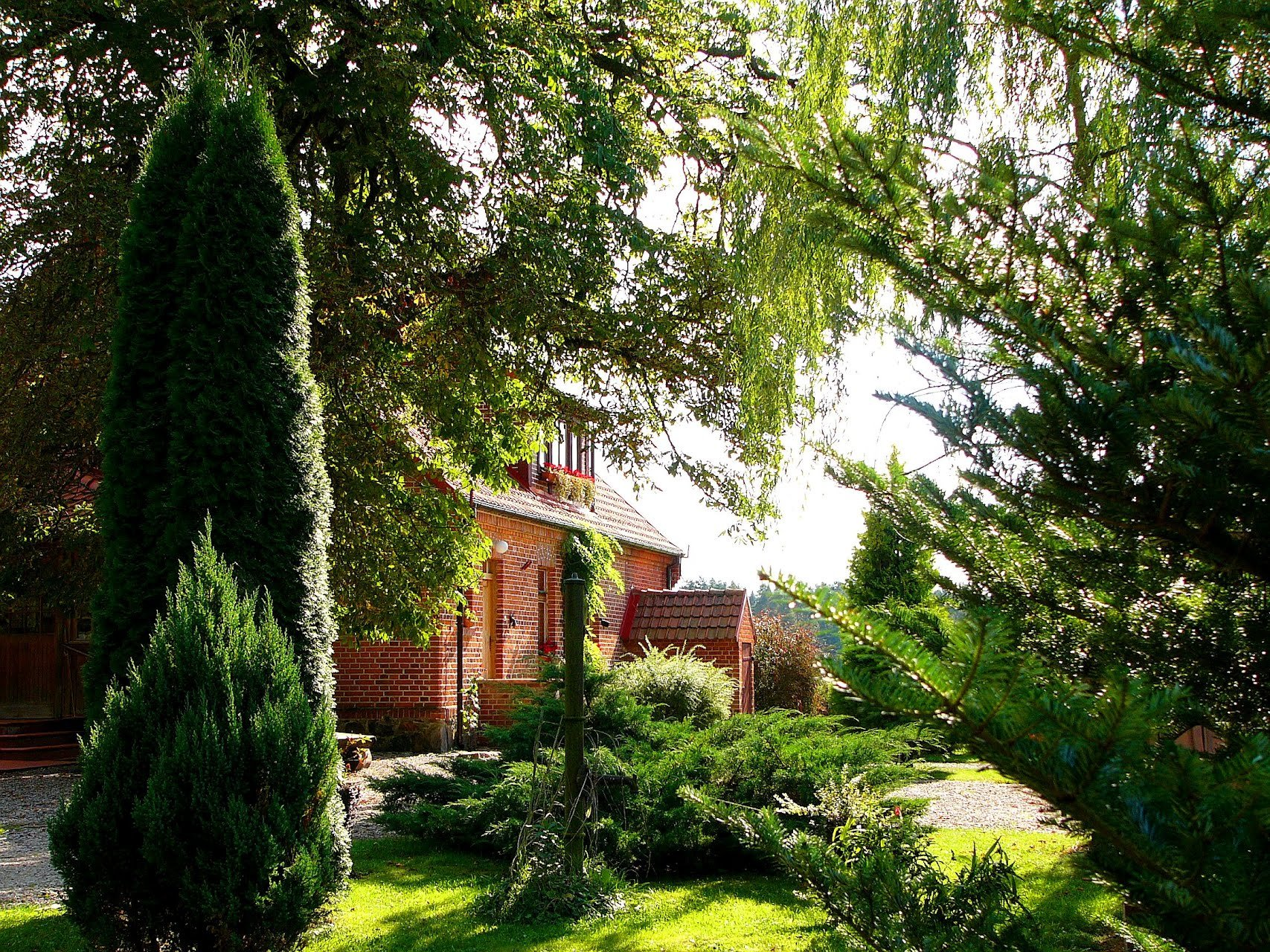
Leśniczówka Pieresławek

Jego ojciec był leśniczym. Pisarz urodził się w leśniczówce Piersławek koło Ządźborka (obecnie Mrągowa). Jego dziadkowie zostali pochowani na cmentarzu ewangelickim w Krutyni. W latach 1898–1905 uczęszczał do gimnazjum w Królewcu, a w latach 1905–1911 studiował na tamtejszym uniwersytecie przyrodoznawstwo, filozofię, filologię angielską i niemiecką. Po studiach Wiechert podjął pracę jako nauczyciel gimnazjalny w Królewcu. Po wybuchu I wojny światowej zgłosił się jako ochotnik do wojska, walczył pod Verdun i dosłużył się stopnia oficerskiego. Po wojnie nadal pracował jako nauczyciel w Królewcu, a w roku 1930 przeniósł się do Berlina. Po dojściu do władzy nazistów zrezygnował z pracy w szkolnictwie, przeniósł się do Ambach koło jeziora Starnberger See w Bawarii i żył od tej pory z pisarstwa.
Ze względu na krytyczną postawę wobec władz nazistowskich, której dawał wyraz w wystąpieniach publicznych, w roku 1938 trafił na cztery miesiące do obozu koncentracyjnego Buchenwald. Wstrząsającą relację stamtąd spisał przed wybuchem wojny i zakopał w ogrodzie – ukazała się drukiem dopiero w 1945 roku. Podczas II wojny światowej jego utwory z lat pokoju były wznawiane, nie ukazało się jednak nic nowego. Również lata powojenne nie były dla pisarza łatwe, mimo wydania kilku nowych utworów. Atakowany za „obrazę” narodu niemieckiego we wspomnieniach z Buchenwaldu oraz rozczarowany powierzchowną denazyfikacją, pisarz wyemigrował w roku 1948 do Szwajcarii.

## Dzieła
Należał do najpoczytniejszych pisarzy niemieckich lat trzydziestych XX wieku. Zadebiutował powieścią Die Flucht („Ucieczka“) w 1916 roku, sławę pisarską przyniosła mu jednak dopiero powieść Die Magd des Jürgen Doskocil z 1932 roku. We wczesnych utworach z lat dwudziestych widoczne są wpływy ideologii neopogańskiej, pod koniec dziesięciolecia pisarz wraca jednak do oficjalnej religijności protestanckiej. Wiechert dał się poznać jako zawzięty krytyk cywilizacji i piewca tradycyjnej, hierarchicznej społeczności wiejskiej. Jako pisarz wyrosły wśród mazurskich jezior i lasów nawiązywał w swoich utworach do przyrody i relacji pomiędzy nią a człowiekiem, podkreślając dominację natury nad przemijającymi ludźmi. Ważnym wątkiem jego utworów jest też temat wojny. Autor z jednej strony wyraża swoje antywojenne stanowisko, ale z drugiej strony rozważa problem udziału w wojnie jako zobowiązania wobec ojczyzny. 
Ernst Wiechert jest autorem trzynastu powieści, blisko 40 opowiadań i nowel, czterech sztuk teatralnych. 
W Niemczech niemal zupełnie zapomniany, w Polsce tradycyjnie cieszy się dużą poczytnością, głównie na terenie Warmii i Mazur. Jego imieniem nazwano jedną z ulic w olsztyńskiej dzielnicy Jaroty. Istnieje Izba Pamięci Ernsta Wiecherta.

### Proza (wybór)
- Mała pasja, 1929, wydanie polskie w 1959
- Pani majorowa, 1934, wydanie polskie w 1977
- Proste życie, 1939, wydanie polskie w 2001
- Dzieci Jerominów, 1945/1947, wydanie polskie w 1972
- Baśnie, 1946/47, wydanie polskie w 1983
- Missa sine nomine, 1950, wydanie polskie w 1958

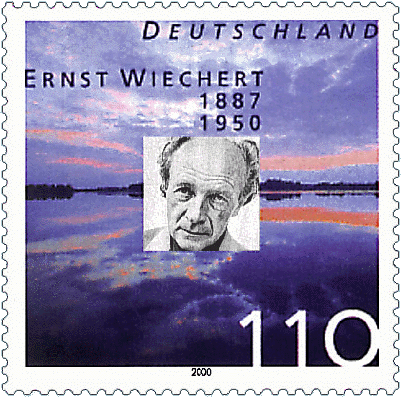
Podobizna Ernsta Wiecherta na niemieckim znaczku pocztowym

### Wspomnienia
- Las umarłych, wspomnienia z obozu koncentracyjnego Buchenwald napisane w 1939, opublikowane w 1945, wydanie polskie w 1972
- Lasy i ludzie, wspomnienia z lat młodości, 1936, wydanie polskie w 1976

## Inicjatywy
W listopadzie 2008 z inicjatywy Magdaleny Gębki zostały wydane na płycie CD Baśnie E. Wiecherta. Czyta Wojciech Malajkat. Prof. Andrzej Strumiłło namalował na potrzeby wydania tej płyty Anioła nadziei, który widnieje na okładce. Płyty wydało Stowarzyszenie Leśniczówka Pranie przy udziale finansowym Fundacji Współpracy Polsko-Niemieckiej.

## Ciekawostki
Wzmianka o twórczości Ernsta Wiecherta pojawia się w książce Pan Samochodzik i Niewidzialni autorstwa Zbigniewa Nienackiego. Jej główny bohater, Pan Samochodzik, zachwyca się w tych słowach : 
Piękno Puszczy Piskiej a także zawiła i dramatyczna historia żyjących tu ludzi, pociągały nie tylko pisarzy polskich, ale także niemieckich. Największym z nich, a jednocześnie jednym z największych pisarzy niemieckich naszej doby był Ernst Wiechert, autor książki „Dzieci Jerominów”, którą nie bez racji nazwano epopeją Puszczy Piskiej.

## Literatura przedmiotu
- Magdalena Sacha: Topos Mazur jako raju utraconego w niemieckiej literaturze Prus Wschodnich, Olsztyn 2001, s. 55-83.
- William Niven: Ernst Wiechert and his Role between 1933 and 1945. (PDF, 126KB), New German Studies, nr 16/1990, s. 1-20.
- Jan Rosłan: Ernst Wiechert: życie i dzieło, Olsztyn 1992.
- Zbigniew Chojnowski: Od biografii do recepcji. Ernst Wiechert, Konstanty I. Gałczyński, Zbigniew Herbert na Warmii i Mazurach, Olsztyn 2011. ISBN 978-83-7299-705-0.